# 江尻忠正
江尻 忠正（えじり ただまさ、1934年5月11日 - ）は、日本の競歩選手。
1964年東京オリンピックで男子50キロ競歩に出場した。 

## 経歴
富山県立高岡工芸高等学校卒業。日本ゼオンに勤務。1964年東京オリンピックのころには、工場勤務の傍ら、朝練と退勤後の練習、通勤路で日々80kmを歩いていたという。
1962年の日本陸上競技選手権大会50キロ競歩で優勝（4時間51分32秒6）。1964年東京オリンピックに50km競歩に出場。日本人選手中最高位の22位（4時間37分31秒8）でゴールした。
1990年代から神奈川県藤沢市に在住、藤沢市歩け歩け協会（現在の湘南ふじさわウォーキング協会）の活動に関わり、県と全国のウォーキング協会でも要職を務める。

## 主な記録
- 1962年
  - 第17回国民体育大会 20km競歩 6位 1時間46分25秒0[6]:96
  - 第46回日本陸上競技選手権大会 50km競歩 1位 4時間51分32秒6[4]
- 1963年
  - 第18回国民体育大会 20km競歩 5位 1時間45分29秒2[6]:104
- 1964年
  - 第19回国民体育大会 20km競歩 3位 1時間43分16秒6[6]:113
  - 東京オリンピック 50km競歩 22位 4時間37分31秒8[5]